# Chironomus turfaceus
Chironomus turfaceus är en tvåvingeart som beskrevs av Jean-Jacques Kieffer 1929. Chironomus turfaceus ingår i släktet Chironomus och familjen fjädermyggor. Inga underarter finns listade i Catalogue of Life.